# Sony Xperia acro S
De Sony Xperia acro S is een smartphone van het Japanse conglomeraat Sony uit 2012. Het high-endtoestel is verkrijgbaar in het zwart, roze en wit.

## Scherm
Het beeldscherm heeft een beeldschermdiagonaal van 11 cm (4,3 inch) met een resolutie van 1280x720 pixels, waardoor de pixeldichtheid 342 ppi bedraagt. Het aanraakscherm is krasbestendig en ondersteunt multitouch-gebaren. De Xperia acro S maakt gebruik van High Definition Reality Display-technologie en het 'BRAVIA-engine' van Sony. Door deze twee technieken wordt het scherm mooier weergegeven.

## Software
De Sony Xperia acro S heeft als besturingssysteem Android 4.0, later wordt daarvan een update verwacht naar versie 4.1. Net zoals vele andere Android-fabrikanten, gooit Sony ook een eigen grafische schil over het toestel, Timescape UI. Hierin zijn Twitter en Facebook standaard geïntegreerd. Ook kan men er omgebouwde PlayStation-spellen op spelen en is men verbonden met het Sony Entertainment Network. Hierdoor wordt gebruikers toegang verleend tot Music & Video Unlimited, een streamingdienst van Sony vergelijkbaar met Spotify of Deezer. Sony zal in de telefoon ook gebruikmaken van de audiotechnologie 3D surround sound met xLOUD. Volgens het bedrijf moet het geluid hierdoor veel sterker en helderder zijn.

## NFC
Daarnaast beschikt het toestel over NFC, dat in combinatie met 'Xperia Smart Tags' (NFC-chips) gebruikt kan worden. De NFC-chips kunnen vervolgens worden gebruikt voor laagwaardige financiële transacties, om bijvoorbeeld applicaties uit de Google Play-appwinkel te kopen.